# Veseljko Trivunović
Veseljko Trivunović (Serbian Cyrillic: Весељко Тривуновић; sinh ngày 13 tháng 1 năm 1980) là một cầu thủ bóng đá người Serbia thi đấu cho Bačka Bačka Palanka.

## Sự nghiệp câu lạc bộ
Trivunović thi đấu cho nhiều câu lạc bộ trong sự nghiệp, nổi bật nhất là OFK Beograd. Anh cũng thi đấu cho Mladost Apatin, Vojvodina và Spartak Subotica tại Serbian SuperLiga.

## Sự nghiệp quốc tế
Trivunović có 6 lần khoác áo cho đội tuyển quốc gia Serbia từ năm 2010 đến 2011, ghi 1 bàn thắng.

### Bàn thắng quốc tế
| # | Ngày               | Địa điểm                          | Đối thủ | Tỉ số | Kết quả | Giải đấu |
| - | ------------------ | --------------------------------- | ------- | ----- | ------- | -------- |
| 1 | 9 tháng 2 năm 2011 | Sân vận động Bloomfield, Tel Aviv | Israel  | 2–0   | 2–0     | Giao hữu |